# ورزشگاه مرکزی آکتوب
ورزشگاه مرکزی آکتوب (به قزاقی: Central Stadium) یک ورزشکاه فوتبال در قزاقستان است که در آق‌تپه، قزاقستان واقع شده‌است.